# Bionicle – Ljusets mask
Bionicle – Ljusets Mask (engelska: Mask of Light, danska: Lysets maske) är en dansk-amerikansk datoranimerad barnfilm från 2003 som filmatiserar en del av Lego-franchisen Bionicles mytologi, tidigare bara utgiven genom flashspel, serietidningar och romaner. Filmen fick två direkta uppföljare: Bionicle 2 – Legenderna från Metru Nui 2004 och Bionicle 3 – Nät av skuggor 2005; samt en senare uppföljare: Bionicle – Legenden återuppstår 2009.

## Handling
Berättelsen börjar på paradisön Mata Nui där den store anden, som ön är uppkallad efter, har begåvat folket Matoran med de tre dygderna: Enighet, plikt och öde. Men Mata Nuis bror Makuta blev avundsjuk på gåvorna och la en förbannelse på Mata Nui som försjönk i en djup sömn. Långt in i vulkanen i byn Ta Koro hittar den unge krönikören Takua och överbefälhavaren Jaller den mytomspunna och magiska Ljusets Mask som ska bäras av en sjunde Toa (Toa är Mata Nuis beskyddare). Jaller och Takua ger sig ut på en resa där de ska försöka hitta den sjunde Toan. Men när Makuta skickar ut skoningslösa Rahkshi blir resan mer och mer en kamp på liv och död.

## Röster
| Roller                  | Engelska röster  | Svenska röster           |
| Takua/Toa Takanuva      | Jason Michas     | Nick Atkinson            |
| Jaller                  | Andrew Francis   | Jakob Stadell            |
| Toa Tahu                | Scott McNeil     | Göran Berlander          |
| Turaga Vakama           | Christopher Gaze | Peter Sjöquist           |
| Toa Gali                | Kathleen Barr    | Annica Smedius           |
| Toa Pohatu              | Trevor Devall    | Dick Eriksson            |
| Toa Lewa                | Dale Wilson      | Joachim Bergström        |
| Toa Kopaka              | Michael Dobson   | Andreas Rothlin Svensson |
| Toa Onua                | Scott McNeil     | Adam Fietz               |
| Makuta/Takutanuva       | Lee Tockar       | Mikael Roupé             |
| Turaga Nokama           | Lesley Ewen      | Sharon Dyall             |
| Turaga Onewa            | Dale Wilson      | Adam Fietz               |
| Hahlii                  | Chiara Zanni     | Jennie Jahns             |
| Hewkii                  | Michael Dobson   | Dick Eriksson            |
| Kohlii-kommentator      | Doc Harris       | Kim Sulocki              |
| Ussalkrabban Puku/Pewku | Lee Tockar       | (samma)                  |
| Askbjörnen Graalok      | Scott McNeil     | (samma)                  |